# وولفگانگ فیرزینگر
وولفگانگ فیرزینگر (آلمانی: Wolfgang Feiersinger؛ زادهٔ ۳۰ ژانویهٔ ۱۹۶۵) بازیکن سابق و مربی فوتبال اهل اتریش است.
از باشگاه‌هایی که در آن بازی کرده‌است می‌توان به باشگاه فوتبال لاسک، باشگاه فوتبال بروسیا دورتموند، و باشگاه فوتبال ردبول زالتسبورگ اشاره کرد.
وی همچنین در تیم ملی فوتبال اتریش بازی کرده‌است.